# Геомагнітофон
Геомагнітофон (рос.геомагнитофон, англ. geotape-recorder, recording geophone; нім. Geophon n, Georecorder m, Geomagnetofon n) — магнітофон, яким уловлюють, одночасно записуючи на магнітну стрічку, ледь чутні звукові сигнали, що їх подають ударами по гірській породі.
Використовується при гірничорятувальних роботах у шахтах і рудниках.